# Лозовое (Тамбовский район)
В Амурской области в Белогорском районе тоже есть село Лозовое.
Ло́зовое — село в Тамбовском районе Амурской области, Россия. Входит в Садовский сельсовет.

## География
Село Лозовое находится вблизи автодороги областного значения Благовещенск — Толстовка, до Благовещенска (на запад) — 24 км, до Толстовки — 4 км (на восток).
Расстояние до административного центра Тамбовского района села Тамбовка — 20 км (на юг от Толстовки).
На юг от села Лозовое идёт дорога к административному центру Садовского сельсовета селу Садовое, расстояние — 9 км.

## Население
| 2002 | 2010 | 2012 | 2013 | 2014 | 2015 | 2016 |
| ---- | ---- | ---- | ---- | ---- | ---- | ---- |
| 897  | ↗900 | ↘879 | ↘864 | ↘837 | ↘824 | ↗830 |
| 2017 | 2018 |      |      |      |      |      |
| ↘824 | ↘821 |      |      |      |      |      |

## Инфраструктура
Сельскохозяйственные предприятия Тамбовского района.